# Bachmaty (Dubicze Cerkiewne)
Bachmaty (d. Bachmat) – osiedle i nieoficjalna część wsi Dubicze Cerkiewne w Polsce, położona w województwie podlaskim, w powiecie hajnowskim, w gminie Dubicze Cerkiewne. Dawniej odrębna miejscowość, która znajdowała się przy południowym krańcu współczesnego zalewu, przy ulicy Polnej (obecnie część ta jest niezabudowana).
Leży w południowej części wsi w rejonie ulic Słonecznej i Osiedle Bachmaty, nad rzeką Orlanką i zalewem Bachmaty. Znajduje się tu ośrodek wypoczynkowy. Bachmaty to także nazwa zalewu.

## Historia
Za II RP Bachmat należał do gminy Orla w powiecie bielskim w województwie białostockim. 16 października 1933 roku wszedł w skład nowo utworzonej gromady Dubicze Cerkiewne w gminie Orla.
1 października 1934 po raz drugi utworzono gminę Hajnówka, w związku z czym Bachmat (a także Kraskowszczyznę i Pasieczniki Małe) odłączono od gromady Dubicze Cerkiewne i gminy Orla i włączono do gminy Hajnówka (gdzie wszedł w skład gromady Witowo).
Po II wojnie światowej zachował przynależność administracyjną. 1 lipca 1952 gromadę Witowo (z Bachmatem) włączono do nowo utworzonej gminy Dubicze Cerkiewne.
W latach 1975–1998 administracyjnie należał do województwa białostockiego.